# Strogi naravni rezervat Tsingy de Bemaraha
Strogi naravni rezervat Tsingy de Bemaraha (malgaško Tsingin'ny Bemaraha, francosko Réserve naturelle intégrale du Tsingy de Bemaraha) je naravni rezervat blizu zahodne obale Madagaskarja v regiji Melaky. Območje je bilo leta 1990 uvrščeno na Unescov seznam svetovne dediščine zaradi edinstvene geografije, ohranjenih gozdov mangrov ter populacij divjih ptic in lemurjev.

## Narodni park
Južni del zavarovanega območja je bil leta 1997 spremenjen v narodni park Tsingy de Bemaraha, medtem ko severni del zavarovanega območja ostaja strogi naravni rezervat (Réserve Naturelle Intégrale). Meje so bile nazadnje prilagojene leta 2011.
Zanj so značilne igličaste apnenčaste formacije nad pečinami nad reko Manambolo.Neverjetno ostre apnenčaste formacije lahko zlahka prerežejo opremo in meso, zaradi česar je njihovo prečkanje izjemno težko. Beseda Tsingy izhaja iz lokalne besede, ki pomeni 'kraj, kjer ni mogoče hoditi bos'.

## Geografija
Tsingy iz Bemarahe so blizu majhnega mesta Bekopaka v regiji Melaky, 150 km severno od Morondave zaradi južnega vhoda, vendar tudi blizu mesta Antsalova, ki je dostopno z letalom zaradi severnega vhoda. Rezervat je odprt od junija do novembra (suha sezona), vendar je še vedno težko dostopen zaradi zelo neprehodnih cest.

### Topografija
Rezervat obsega 157.710 ha na nadmorski višini od 150 do 700 metrov.
Kot britev ostri kanjoni Tsingy de Bemaraha so nastali večinoma pod površjem iz globokih, ozkih votlin. Ko je monsunsko deževje izklesalo vrh velikega apnenčastega nahajališča, je gladina vode raztopila kamnino vzdolž mreže razpok. Ko se je streha votlin podrla in se je vodna gladina znižala, je nastal labirint kanjonov z ostrimi robovi.
Kraška pokrajina je močno nazobčan apnenčast masiv, ki tvori »tsingy« ali »gozd« apnenčastih ostrog, edinstveno pokrajino na svetu. Tsingy izhaja iz malgaške besede, ki pomeni »igla«. Rezervat je dom drugih kraških pojavov, kot je soteska reke Manambolo (300 do 400 m globoko). Rezervat Bemaraha predstavlja tudi kontrastno pokrajino s hribovitim terenom in visokimi vrhovi, kjer primarni gozdovi, jezera in mangrove zagotavljajo življenjski prostor za različne vrste redkih ptic in lemurjev.

### Geologija
Formacije Tsingy segajo v čas ločitve otoka Madagaskar od Afriške plošče pred 160 milijoni let. Ta tektonski premik je privedel do dviga ogromne apnenčaste plošče. Tsingy so torej ti neizmerni apnenčasti masivi impresivnega videza.

### Ekosistem
Favna in flora rezervata je izjemno raznolika: tu so različne vrste živali, kot so aje-aje, Henstov kozličar, orientalski viličasti lemur, Lambertonova podgana, Brookesia d'Antsingy, Propithecus verreauxi deckeni, Hapalemur griseus occidentalis ali Milne-Edwardsov lemur, ... Kar zadeva rastlinstvo, je v rezervatu okoli 650 vrst rastlin.